# معرض القلوب المكسورة
معرض القلوب المكسورة هو فيلم كوميدي رومانسي صدر عام 2020 من تأليف وإخراج ناتالي كرينسكي، في أول إخراج لها. من إنتاج وتنفيذ سيلينا غوميز.الفيلم من بطولة جيرالدين فيسواناثان، وداكر مونتغمري، وأوتكارش أمبودكار، ومولي جوردون، وفيليبا سو، وبرناديت بيترز. القصة تدور حول مساعدة معرض فني في العشرين من عمرها في مدينة نيويورك تم الإنفصال عنها بواسطة صديقها الأخير، لتبني مساحة منبثقة للأغراض من العلاقات السابقة.
تم عرض الفيلم في الولايات المتحدة في 11 سبتمبر 2020، ونال مراجعات إيجابية بشكل عام من النقاد.

## القصة
«بعد أن هجرها صديقها، تقوم مساعدة معرض فني في نيويورك بإنشاء معرض للهدايا التذكارية من علاقات سابقة».

## طاقم التمثيل
- جيرالدين فيسواناثان بدور لوسي جاليفر
- داكر مونتغمري دور نيك
- أوتكارش أمبودكار بدور ماكس فورا
- مولي غوردون بدور أماندا
- فيليبا سو بدور نادين
- بيرناديت بيترس بدور إيفا وولف
- أرتورو كاسترو دور ماركوس
- سوكي واترهاوس دور كلوي
- ايغو نوديم بدور هارفرد
- تايلور هيل بدور تايلور
- روي تشوي بنفسه
- ميغان فيرغسون بدور راندي
- تاتياونا جونز بدور الدكتورة أميليا بلاك
- ناثان ديلز في دور جيف

## روابط خارجية
- الموقع الرسمي
- معرض القلوب المكسورة  في قاعدة بيانات الأفلام على الإنترنت (بالإنجليزية)